# ピーターパン空の旅
- ディズニーパーク > 東京ディズニーリゾート > 東京ディズニーランド

- - ファンタジーランド > ピーターパン空の旅

- - 東京ディズニーランドのアトラクションの一覧 > ピーターパン空の旅

ピーターパン空の旅（ピーターパンそらのたび、英称：Peter Pan's Flight）とは、ディズニーパークにあるピーターパンをテーマにした吊り下げ方式のダークライド型アトラクションである。

## このアトラクションが存在するパーク
- ディズニーランド（ディズニーランド・リゾート）
- マジック・キングダム（ウォルト・ディズニー・ワールド・リゾート）
- 東京ディズニーランド（東京ディズニーリゾート）
- ディズニーランド・パーク（ディズニーランド・パリ）

## 概要
ピーターパン空の旅（ピーターパンそらのたび、Peter Pan's Flight）は、ディズニー映画『ピーター・パン』をモチーフにしたライド型アトラクション。空飛ぶ海賊船型のライドに乗って同作の物語をたどる。宙づり状態になったライドがアトラクション上部を走行することで、空を飛んでいる雰囲気を体感できる。ゲストがピーターパンの様に夜空を飛ぶような体験をできるようにと考案された。

## 各施設紹介

### ディズニーランド
| ピーターパン空の旅 | ピーターパン空の旅 | ピーターパン空の旅                                | ピーターパン空の旅                                |
| ------------------ | ------------------ | ------------------------------------------------- | ------------------------------------------------- |
| オープン日         | オープン日         | 1955年7月17日（ディズニーランドと同時にオープン） | 1955年7月17日（ディズニーランドと同時にオープン） |
| スポンサー         | スポンサー         | なし                                              | なし                                              |
| 所要時間           | 所要時間           | 約2分10秒                                         | 約2分10秒                                         |
| 定員               | 定員               | 3人(大人1人、子供2人)/1台                         | 3人(大人1人、子供2人)/1台                         |
| 利用制限           |                    | なし                                              | なし                                              |
| シングルライダー   | シングルライダー   |                                                   | 対象外                                            |

1955年当初のものはオーディオアニマトロニクスを用いていなかったが、1983年にリニューアルした際に、現在の形となった。リニューアル後のものは、1971年にオープンしていたマジック・キングダムのバージョンとほぼ同様だが、細部が異なる（音楽、ネバーランドを飛ぶシーンなど）。

### マジック・キングダム
| ピーターパン空の旅 | ピーターパン空の旅 | ピーターパン空の旅        | ピーターパン空の旅        |
| ------------------ | ------------------ | ------------------------- | ------------------------- |
| オープン日         | オープン日         | 1971年10月3日             | 1971年10月3日             |
| スポンサー         | スポンサー         | なし                      | なし                      |
| 所要時間           | 所要時間           | 約2分45秒                 | 約2分45秒                 |
| 定員               | 定員               | 3人(大人1人、子供2人)/1台 | 3人(大人1人、子供2人)/1台 |
| 利用制限           |                    | なし                      | なし                      |
| ファストパス       | ファストパス       |                           | ○                         |
| シングルライダー   | シングルライダー   |                           | 対象外                    |

現在ある各施設の原型となっている。

### 東京ディズニーランド
| ピーターパン空の旅 Peter Pan's Flight | ピーターパン空の旅 Peter Pan's Flight | ピーターパン空の旅 Peter Pan's Flight                                                                              | ピーターパン空の旅 Peter Pan's Flight                                                                              |
| ------------------------------------- | ------------------------------------- | --- | --- |
| オープン日                            | オープン日                            | 1983年4月15日 (東京ディズニーランドと同時にオープン)                                                               | 1983年4月15日 (東京ディズニーランドと同時にオープン)                                                               |
| スポンサー                            | スポンサー                            | NTTコミュニケーションズ                                                                                            | NTTコミュニケーションズ                                                                                            |
| 所要時間                              | 所要時間                              | 約2分30秒 | 約2分30秒 |
| 定員                                  | 定員                                  | 2名/1台 | 2名/1台 |
| 利用制限                              |                                       | 乗り物に1人で座って安定した姿勢を保てない方はご利用になれません。 お子様をひざに乗せた状態ではご利用になれません。 | 乗り物に1人で座って安定した姿勢を保てない方はご利用になれません。 お子様をひざに乗せた状態ではご利用になれません。 |
| ファストパス                          | ファストパス                          | | 対象外 |
| シングルライダー                      | シングルライダー                      | | 対象外 |

ライドの定員は1台2名。定員が少なく、ファストパスの対象ではないため長蛇の列になることが多い。2011年4月1日より、NTTコミュニケーションズがスポンサーとなった。
改装工事のため2015年6月1日～2016年1月12日(当初予定では2月29日)休止し、外観の再塗装、乗り場の地面からムービングベルト(動く歩道)へ乗る際に手すりの追加、さらにアトラクション内の内容が大幅にアップデートされた。
乗車前のアナウンスは日本語版をウェンディ・ダーリングが担当している。

#### 声の出演
| 役名             | 声優     |
| ---------------- | -------- |
| ピーター・パン   | 伊沢弘   |
| ピーター・パン   | 岩田光央 |
| フック船長       | 野沢那智 |
| ミスター・スミー | 槐柳二   |

※ピーター・パン役は声優が現在二人おり、伊沢は東京ディズニーランド開園時の1983年から、岩田は2016年のリニューアル後から担当している。また、伊沢の担当部分はアトラクション序盤で、岩田の担当部分はアトラクション中盤で使用されている（岩田のセリフは映画のものを流用している）。

### ディズニーランド・パリ
| ピーターパン空の旅 Peter Pan's Flight | ピーターパン空の旅 Peter Pan's Flight | ピーターパン空の旅 Peter Pan's Flight                             | ピーターパン空の旅 Peter Pan's Flight                             |
| ------------------------------------- | ------------------------------------- | ----------------------------------------------------------------- | ----------------------------------------------------------------- |
| オープン日                            | オープン日                            | 1992年4月12日（ユーロ・ディズニーランド（当時）と同時にオープン） | 1992年4月12日（ユーロ・ディズニーランド（当時）と同時にオープン） |
| スポンサー                            | スポンサー                            | なし                                                              | なし                                                              |
| 所要時間                              | 所要時間                              | 約3分                                                             | 約3分                                                             |
| 定員                                  | 定員                                  | 6名/1台                                                           | 6名/1台                                                           |
| 利用制限                              |                                       | なし                                                              | なし                                                              |
| ファストパス                          | ファストパス                          |                                                                   | ○                                                                 |
| シングルライダー                      | シングルライダー                      |                                                                   | 対象外                                                            |

ディズニーランドにある同名のアトラクションとほぼ同内容のアトラクションだが、ライドが大型で1台の定員が多いのと、所要時間が約3分と長めになっている点が異なる。

### 上海ディズニーランド
| ピーターパン空の旅 Peter Pan's Flight | ピーターパン空の旅 Peter Pan's Flight | ピーターパン空の旅 Peter Pan's Flight               | ピーターパン空の旅 Peter Pan's Flight               |
| ------------------------------------- | ------------------------------------- | --------------------------------------------------- | --------------------------------------------------- |
| オープン日                            | オープン日                            | 2016年6月16日(上海ディズニーランドと同時にオープン) | 2016年6月16日(上海ディズニーランドと同時にオープン) |
| スポンサー                            | スポンサー                            | なし                                                | なし                                                |
| 所要時間                              | 所要時間                              | 約3分                                               | 約3分                                               |
| 定員                                  | 定員                                  | 6名/1台                                             | 6名/1台                                             |
| 利用制限                              |                                       | なし                                                | なし                                                |
| ファストパス                          | ファストパス                          |                                                     | ○                                                   |
| シングルライダー                      | シングルライダー                      |                                                     | 対象外                                              |